# Montauban Challenger 1994
Il Montauban Challenger 1994 è stato un torneo di tennis facente parte della categoria ATP Challenger Series nell'ambito dell'ATP Challenger Series 1994. Il torneo si è giocato a Montauban in Francia dal 27 giugno al 3 luglio 1994 su campi in terra rossa.

## Vincitori

### Singolare
Martin Sinner ha battuto in finale  Pier Gauthier con il punteggio di 7–6, 6–2

### Doppio
Martin Sinner /  Joost Winnink hanno battuto in finale  Nicola Bruno /  Otavio Della con il punteggio di 7–5, 6–3